# La mappa delle piccole cose perfette
La mappa delle piccole cose perfette (The Map of Tiny Perfect Things) è un film del 2021 diretto da Ian Samuels.
La pellicola è l'adattamento cinematografico del romanzo The Map of Tiny Perfect Things di Lev Grossman.

## Trama
L'intelligente adolescente Mark è bloccato in un loop temporale e si diverte a vivere lo stesso giorno più e più volte, cercando di rimorchiare sempre la stessa ragazza. Un giorno, però, la solita routine viene interrotta da Margaret, una ragazza misteriosa anch'ella bloccata nel loop. Dopo svariati tentativi, Mark la rintraccia ed i due iniziano a frequentarsi, diventando ottimi amici. Per passare il tempo, i due stilano un elenco delle "cose perfette" che accadono in quel giorno (come per esempio un'anziana signora che balla dopo aver vinto una partita a carte o un motociclista che blocca il traffico per far attraversare una tartaruga).
Mark inizia a provare dei sentimenti per la ragazza, anche se Margaret, ogni sera, riceve una chiamata di un certo Jarred e corre a raggiungerlo. Nonostante ciò, Mark organizza un appuntamento romantico, ma non va come previsto: Margaret infatti preferisce restare amici, soprattutto per la consapevolezza che Mark sarà l'unica persona con la quale avrà delle interazioni durature all'interno di quel loop. Mark decide poi di provare a uscire dal loop, senza però riuscire a convincere Margaret a fare altrettanto: prende un volo per Tokyo per oltrepassare la linea di cambiamento di data prima della mezzanotte con la ragazza, ma quest'ultima non è pronta e scende dall'aereo prima del decollo. Mark, rimasto sull'aereo, si risveglia l'indomani nella sua stanza, ricominciando la stessa giornata. Questa volta, però, Mark inizia a godersi le sue giornate identiche cercando di fare cose utili per la società. Dopo essere caduto dallo skateboard, però, finisce all'ospedale con un braccio rotto; qui vede casualmente Margaret e scopre che la ragazza ogni sera si reca in reparto per andare a trovare la madre malata terminale di cancro, e che Jarred, in realtà, è soltanto l'infermiere che ogni sera la chiamava per informarla sulle cattive condizioni della mamma. 
Dopo aver assistito a quella scena, Mark capisce l'importanza dei familiari e inizia ad essere più comprensivo e vicino al padre (in una sorta di crisi di mezz'età), alla sorella (che ogni giorno perde a calcio per 3-0) e alla madre che, lavorando fino a tardi quel giorno, non vede da moltissimo.
Una sera Margaret, dopo aver avuto un toccante discorso con la madre sul significato del tempo, inizia a capire che non può restare bloccata lì per sempre e capisce che è il momento di guardare al futuro. Fa visita ad un amico di Mark aiutandolo a superare un livello di un videogioco difficile; qui la ragazza apprende che lo schema delle "cose perfette" che aveva realizzato Mark giorni prima è la chiave per sistemare tutto. Seguendo delle tesi di fisica quantistica e nozioni logaritmiche, Margaret realizza una proiezione della quarta dimensione utilizzando appunto le coordinate e le date degli eventi chiamati "perfetti". Scopre che ne manca uno solo per chiudere il cerchio, alle 7 di sera in piscina. Margaret vi si reca e trova Mark, affranto; qui lei si dichiara ed i due si baciano. In seguito, i due si recano in ospedale dove Margaret saluta sua madre per l'ultima volta.
I due escono mano nella mano dall'ospedale e attendono lo scoccare della mezzanotte (cosa che di solito li riporta indietro nel tempo). Questa volta, però, le lancette superano le 12 ed i due capiscono di esserne finalmente usciti.

## Produzione

### Regia
Nel settembre 2019 è stato annunciato che Ian Samuels avrebbe diretto un film, basato dell'omonimo racconto di Lev Grossman, e che Akiva Goldsman avrebbe prodotto il film in collaborazione con la Weed Road Pictures e la FilmNation Entertainment.

### Cast
Nel febbraio 2020, Kathryn Newton, Kyle Allen, Jermaine Harris, Anna Mikami, Josh Hamilton e Cleo Fraser si sono uniti al cast del film.

### Riprese
Le riprese principali sono iniziate nel febbraio 2020, in Alabama.

## Promozione
Il trailer è stato distribuito il 27 gennaio 2021.

## Distribuzione
Il film è uscito sulla piattaforma di streaming Prime Video il 12 febbraio 2021.

## Accoglienza

### Critica
Sull'aggregatore di recensioni Rotten Tomatoes il film ottiene il 76% delle recensioni professionali positive, con un voto medio di 6,6 su 10 basato su 72 critiche, mentre su Metacritic ha un punteggio di 61 su 100 basato su 16 recensioni.

## Riconoscimenti
- * 2022 - Critics' Choice Awards[10]
  - Candidatura come miglior film TV
- 2022 - Golden Trailer Awards[11]
  - Miglior film romantico
  - Candidatura per le migliori musiche